# Cerosora chrysosora
Cerosora chrysosora là một loài thực vật có mạch trong họ Pteridaceae. Loài này được (Baker) Domin miêu tả khoa học đầu tiên.